# ازجیسواف استیچن
ازجیسواف استیچن (لهستانی: Zdzisław Styczeń؛ ۱۶ اکتبر ۱۸۹۴ – ۲۰ دسامبر ۱۹۷۸) بازیکن فوتبال اهل لهستان بود.
از باشگاه‌هایی که در آن بازی کرده‌است می‌توان به باشگاه فوتبال ویسوا کراکوف اشاره کرد.
وی همچنین در تیم ملی فوتبال لهستان بازی کرده‌است.